# Mohammed Akid
Mohammed Akid, né le 4 septembre 1992 à Casablanca, est un footballeur marocain évoluant au poste de gardien de but au Wydad Athletic Club.

## Biographie

### En club
Mohammed Akid commence sa carrière professionnelle en 2011 avec l'équipe du Rachad Bernoussi, avant de rejoindre le Wydad Athletic Club, qui le prête à l'Association Sportive de Salé en 2013 pour six mois. Il fait ensuite son retour au Wydad, puis remporte avec son club en 2015, le Championnat du Maroc.et en 2016 mohammed akid est prete au kacm 

### En sélection
En 2015, il est appelé pour la première fois à l'Équipe du Maroc de football A' et joue son premier match.

## Palmarès
Wydad Athletic Club :
- Championnat du Maroc
  - Champion : 2015